# Athis-Val de Rouvre
Athis-Val de Rouvre est une commune française située dans le département de l'Orne en région Normandie.
Elle est créée le 1er janvier 2016 par la fusion sous le régime juridique des communes nouvelles d'Athis-de-l'Orne, Bréel, La Carneille, Notre-Dame-du-Rocher, Ronfeugerai, Ségrie-Fontaine, Taillebois et Les Tourailles, qui  deviennent ses communes déléguées.

## Géographie

### Localisation
Athis-Val de Rouvre  est  une commune normande de la Suisse normande qui jouxte par le nord-est Flers et est située à vol d'oiseau à 30 km à l'est de Vire Normandie, 42 km au sud de Caen, 23 km au sud-ouest de Falaise et 26 km au nord de Domfront en Poiraie.
Elle se trouve dans l'aire d'attraction de Flers, ainsi que dans sa zone d'emploi et dans son bassin de vie.

### Communes limitrophes
Les communes limitrophes sont  Aubusson, Durcet, Flers, La Lande-Saint-Siméon, La Selle-la-Forge, Landigou, Montilly-sur-Noireau, Ménil-Hubert-sur-Orne, Saint-Philbert-sur-Orne, Saint-Pierre-du-Regard, Sainte-Honorine-la-Chardonne, Sainte-Honorine-la-Guillaume et Sainte-Opportune.

### Hydrographie

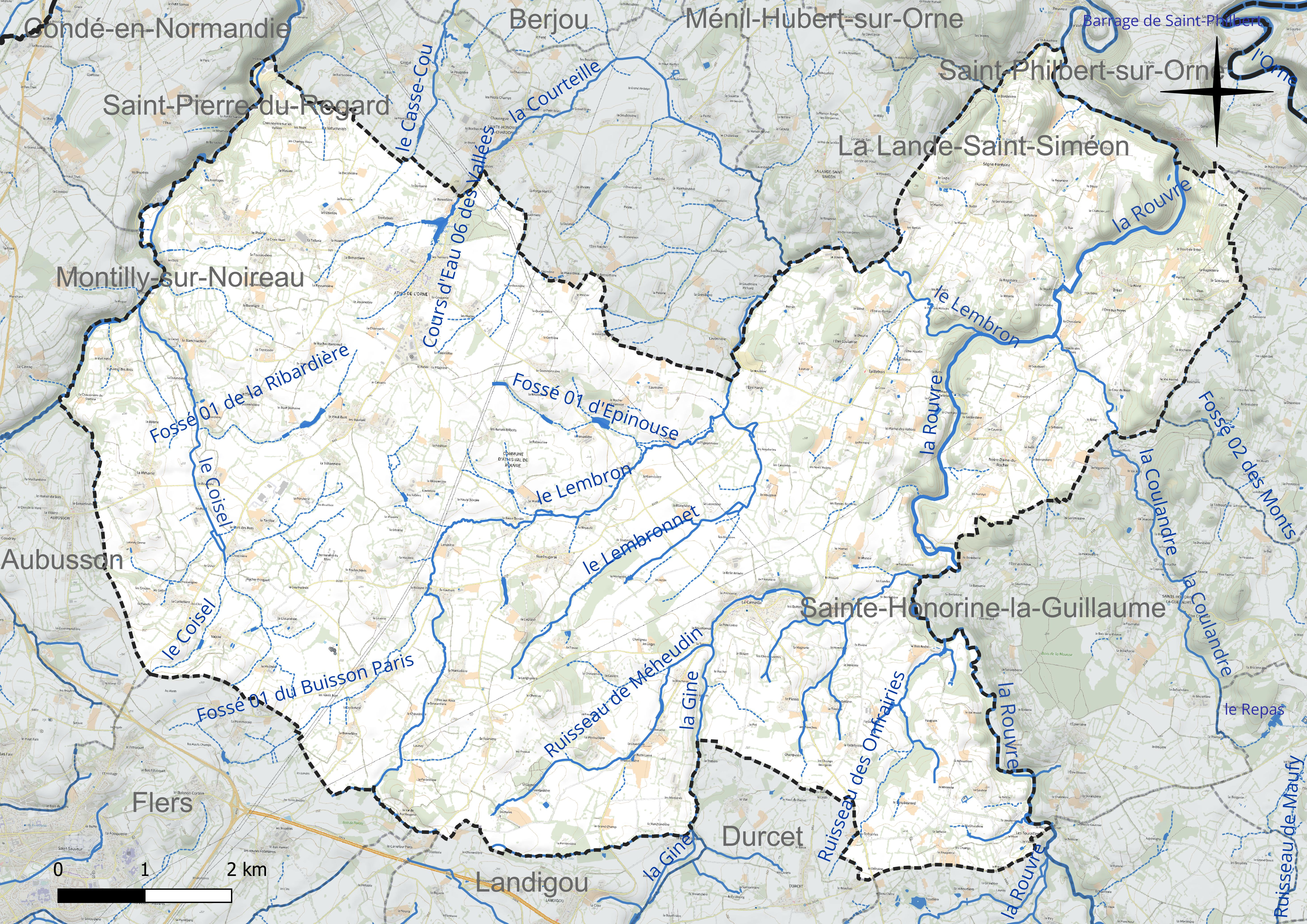
Réseau hydrographique d'Athis-Val de Rouvre.

La commune est située dans le bassin Seine-Normandie. Elle est drainée par la Rouvre, la Gine, la Vere, le Lembron, la Coulandre, la Courteille, le Casse-Cou, le Coisel, le Lembronnet, la Vère, le cours d'eau 01 de la Guérinée, le cours d'eau 01 de la Hommerie et divers autres petits cours d'eau,.
La Rouvre, d'une longueur de 46 km, prend sa source dans la commune de Beauvain et se jette  dans l'Orne à Mesnil-Villement, après avoir traversé 17 communes. Les caractéristiques hydrologiques de la Rouvre sont données par la station hydrologique située sur la commune. Le débit moyen mensuel est de 3,44 m3/s. Le débit moyen journalier maximum est de 58,5 m3/s, atteint lors de la crue du 5 janvier 2001. Le débit instantané maximal est quant à lui de 70 m3/s, atteint le même jour.
La Gine, d'une longueur de 11 km, prend sa source dans la commune de Durcet et se jette  dans la Rouvre sur la commune, après avoir traversé quatre communes.
La Vère, d'une longueur de 25 km, prend sa source dans la commune de Landigou et se jette  dans le Noireau à Saint-Pierre-du-Regard, après avoir traversé douze communes. Les caractéristiques hydrologiques de la Vère sont données par la station hydrologique située sur la commune de Saint-Pierre-du-Regard. Le débit moyen mensuel est de 1,54 m3/s. Le débit moyen journalier maximum est de 25,5 m3/s, atteint lors de la crue du 5 janvier 2001. Le débit instantané maximal est quant à lui de 30,3 m3/s, atteint le même jour.
Le Lembron, d'une longueur de 14 km, prend sa source dans la commune de Flers et se jette  dans la Rouvre sur la commune, après avoir traversé quatre communes.
Un plan d'eau complète le réseau hydrographique : l'étang de Queue d'Aronde (2,47 ha),.

### Climat
Le climat qui caractérise la commune est qualifié, en 2010, de « climat océanique franc », selon la typologie des climats de la France qui compte alors huit grands types de climats en métropole. En 2020, la commune ressort du type « climat océanique » dans la classification établie par Météo-France, qui ne compte désormais, en première approche, que cinq grands types de climats en métropole. Ce type de climat se traduit par des températures douces et une pluviométrie relativement abondante (en liaison avec les perturbations venant de l'Atlantique), répartie tout au long de l'année avec un léger maximum d'octobre à février.
Les paramètres climatiques qui ont permis d’établir la typologie de 2010 comportent six variables pour les températures et huit pour les précipitations, dont les valeurs correspondent à la normale 1971-2000. Les sept principales variables caractérisant la commune sont présentées dans l'encadré ci-après.
| Paramètres climatiques communaux sur la période 1971-2000 - Moyenne annuelle de température : 10,1 °C - Nombre de jours avec une température inférieure à −5 °C : 2,8 j - Nombre de jours avec une température supérieure à 30 °C : 1,6 j - Amplitude thermique annuelle : 13,3 °C - Cumuls annuels de précipitation : 912 mm - Nombre de jours de précipitation en janvier : 12,8 j - Nombre de jours de précipitation en juillet : 8,1 j |

Avec le changement climatique, ces variables ont évolué. Une étude réalisée en 2014 par la direction générale de l'Énergie et du Climat complétée par des études régionales prévoit en effet que la  température moyenne devrait croître et la pluviométrie moyenne baisser, avec toutefois de fortes variations régionales. La station météorologique de Météo-France installée sur la commune et en service de 1968 à 2012 permet de connaître l'évolution des indicateurs météorologiques. Le tableau détaillé pour la période 1981-2010 est présenté ci-après.
| Mois                                  | jan.             | fév.           | mars           | avril         | mai             | juin            | jui.           | août           | sep.            | oct.            | nov.            | déc.            | année      |
| ------------------------------------- | ---------------- | -------------- | -------------- | ------------- | --------------- | --------------- | -------------- | -------------- | --------------- | --------------- | --------------- | --------------- | ---------- |
| Température minimale moyenne (°C)     | 1                | 0,7            | 2,4            | 3,5           | 6,9             | 9,4             | 11,4           | 11,1           | 8,7             | 6,8             | 3,4             | 1,3             | 5,6        |
| Température moyenne (°C)              | 4                | 4,4            | 6,9            | 8,8           | 12,4            | 15,2            | 17,4           | 17,2           | 14,5            | 11,2            | 7               | 4,4             | 10,3       |
| Température maximale moyenne (°C)     | 7                | 8,1            | 11,3           | 14,1          | 17,8            | 21              | 23,4           | 23,4           | 20,2            | 15,6            | 10,6            | 7,4             | 15         |
| Record de froid (°C) date du record   | −22,6 08.01.1985 | −15 10.02.1986 | −12 07.03.1971 | −6 12.04.1986 | −4,7 05.05.1979 | 0,2 01.06.1989  | 2,5 04.07.1984 | 1,6 24.08.1980 | −1,5 20.09.1977 | −6,8 30.10.1997 | −9,3 20.11.1985 | −12,5 29.12.05  | −22,6 1985 |
| Record de chaleur (°C) date du record | 15 13.01.1993    | 20 15.02.1998  | 24 28.03.1968  | 27,9 30.04.05 | 31,1 27.05.05   | 35,4 25.06.1976 | 36 02.07.1976  | 39,2 10.08.03  | 33,5 04.09.05   | 29,5 02.10.11   | 19,7 02.11.1982 | 15,6 06.12.1979 | 39,2 2003  |
| Précipitations (mm)                   | 101,2            | 72,3           | 73,9           | 65,3          | 76,9            | 60,1            | 63,4           | 59             | 74,2            | 97,7            | 95,4            | 105,2           | 944,6      |

## Urbanisme

### Typologie
Au 1er janvier 2024, Athis-Val de Rouvre est catégorisée commune rurale à habitat dispersé, selon la nouvelle grille communale de densité à sept niveaux définie par l'Insee en 2022.
Elle est située hors unité urbaine. Par ailleurs la commune fait partie de l'aire d'attraction de Flers, dont elle est une commune de la couronne,. Cette aire, qui regroupe 38 communes, est catégorisée dans les aires de 50 000 à moins de 200 000 habitants,.

### Énergie
L'entreprise Méthathis exploite depuis 2020 une installation de méthanisation d'une capacité de traitement de 21 800 tonnes/an de biomasse soit en moyenne 59,7 tonnes par jour. Le conseil municipal a donné un avois défavorable en 2025 à son extension qui lui permettrait de traiter 30 000 tonnes par an, soit 82,2 tonnes par jour.

## Toponymie
Athis-Val de Rouvre est un néo-toponyme qui reprend le toponyme de son chef-lieu, Athis-de-l'Orne. La vallée de la Rouvre sillonne le territoire des autres communes à l'exception de Ronfeugerai.
La graphie de l'arrêté préfectoral (sans traits d'union pour la deuxième partie du toponyme), non conforme aux règles de typographie française, est confirmée par le Code officiel géographique qui reprend les graphies des arrêtés préfectoraux.

## Histoire
La commune est créée le 1er janvier 2016 par un arrêté préfectoral du 16 décembre 2015, par la fusion de huit communes, sous le régime juridique des communes nouvelles instauré par la loi no 2010-1563 du 16 décembre 2010 de réforme des collectivités territoriales. Les communes d'Athis-de-l'Orne, Bréel, La Carneille, Notre-Dame-du-Rocher, Ronfeugerai, Ségrie-Fontaine, Taillebois et Les Tourailles deviennent des communes déléguées et Athis-de-l’Orne est le chef-lieu de la commune nouvelle.

## Politique et administration
La commune se trouve depuis sa création dans l'arrondissement d'Argentan du département de l'Orne.
Pour les élections départementales, elle est le bureau centralisateur du canton d'Athis-Val de Rouvre.
Pour l'élection des députés, elle fait partie de la troisième circonscription de l'Orne.

### Intercommunalité
Athis-Val de Rouvre était le siège de la communauté  de communes du Bocage d'Athis, un établissement public de coopération intercommunale (EPCI) à fiscalité propre créé fin 1993 et auquel la commune avait transféré un certain nombre de ses compétences, dans les conditions déterminées par le code général des collectivités territoriales.
Dans le cadre des dispositions de la loi portant nouvelle organisation territoriale de la République du 7 août 2015, qui prévoit que les établissements publics de coopération intercommunale (EPCI) à fiscalité propre doivent avoir un minimum de 15 000 habitants, cette intercommunalité a fusionné le 1er janvier 2017, au sein de la communauté d'agglomération dénomméeFlers Agglo, dont est désormais membre la commune.

### Liste des maires
| Période                                  | Période                    | Identité    | Étiquette | Qualité |
| ---------------------------------------- | -------------------------- | ----------- | --------- | --- |
| Les données manquantes sont à compléter. |                            |             |           | |
| Janvier 2016                             | En cours (au 31 mars 2025) | Alain Lange | LR        | Cadre retraité de l’industrie automobile Maire puis maire-délégué d'Athis-de-l'Orne (2008 → ) Conseiller départemental d'Athis-Val de Rouvre (2021 → ) Réélu pour le mandat 2020-2026, |

Lors de l'élection de la municipalité pour le mandat 2020-2026, le conseil municipal a également élu le 26 mai 1020 les maires-délégués, qui sont : 
- Éliane Deniaux à Athis-de-l’Orne ;
- Dominique Le Treut à La Carneille ;
- Mickaël Denis à Ségrie-Fontaine ;
- Florent Gauquelin à Ronfeugerai ;
- Gilles Petit à Bréel ;
- Yvon Quelenn à Taillebois : Odile Gauquelin aux Tourailles ;
- Annette Hammelin à Notre-Dame-du-Rocher.

### Jumelage
- Bromyard  (Royaume-Uni) depuis 1980[34].

## Équipements et services publics

### Eau et déchets
La commune  implante en 2025 de nouvelles structures de compostage afin de mieux mailler son territoire.

### Enseignement
Plusieurs écoles publiques sont réparties dans les villages de la commune : 
- l'école maternelle publique d'Athis de l'Orne[36] ;
- l'école élémentaire "Le Petit Nicolas" d'Athis de l'Orne[37] ;

Les enfants de Ronfeugerai, des  Tourailles et de La Carneille sont scolarisés avec ceux de Landigou, Durcet et Sainte-Opportune  dans le cadre d'un regroupement pédagogique intercommunal (RPI),.
Ceux de Bréel, Notre-Dame-du-Rocher, Ségrie-Fontaine et Taillebois sont, eux, scolarisés avec ceux de La Lande-Saint-Siméon, Ménil-Hubert-sur-Orne et de Saint-Philbert-sur-Orne dans le cadre d'un autre RPI,.
L'enseignement privé est représenté par l'école primaire privée du "Sacré Cœur" d'Athis de l'Orne.
Les élèves poursuivent habituellement leurs études au collège public René-Cassin d'Athis-de-l'Orne.

### Équipements culturels
- Médiathèques à Athis-de-l'Orne et à Ségrie-Fontaine[44]
- Sale d'exposition l'esTRAde, animée par l'association vAertigo[45].

### Postes et télécommunications
Un bureau de poste est implanté à Athis, ainsi que des « poste relais » à Segrie Fontaine et à La Carneille.

### Santé et solidarité
La commune accueille un cabinet médical et une pharmacie.
Le  multi-accueil Les petits pas, géré par l'intercommunalité, accueille les petits enfants,.
Les personnes âgées dépendantes sont accueillies à l'EHPAD du Sacré-Cœur d’Athis-de-l’Orne.
L'antenne du Secours catholique d’Athis intervient au bénféce des personnes en difficulté.

### Justice, sécurité, secours et défense
Une brigade de la Gendarmerie nationale, relevant de la communauté de communes de Flers et de la  compagnie de Domfront-en-Poiraie, est implantée à Athis-Val de Rouvre.

## Population et société

### Démographie
La population des anciennes communes puis de la commune nouvelle est connue par les recensements menés régulièrement par l'Insee. Ces chiffres concernent le territoire de l'actuelle commune nouvelle.
En 2025, la commune nouvelle comptait 4 208 habitants.
| 1968  | 1975  | 1982  | 1990  | 1999  | 2010  | 2015  | 2021  |
| ----- | ----- | ----- | ----- | ----- | ----- | ----- | ----- |
| 3 739 | 3 885 | 4 194 | 4 175 | 4 068 | 4 330 | 4 295 | 4 216 |

### Manifestations culturelles et festivités
La onzième édition de la fête de la création, organisée par un collectif, les frères de campagne, les membres de la paroisse et de l’église protestante unie du bocage, dédiée à la pomme, le fruit emblématique de la Normandie et du Bocage, a eu lieu à La Carneille en septembre 2024.

### Sports et loisirs
- Le club de football d'Athis[55].
- La section football du foyer laïque de Ségrie-Fontaine[56].
- Athis badminton association[57].

### Vie associative
L'association vAertigo d'Athis, dont l'objet est de promouvoir la création contemporaine et sa diffusion par l’organisation de résidences d’artistes et d’expositions.

## Économie
On peut signaler le site industriel Valeo, spécialisé dans les filtrations d’intérieurs de véhicules.
Le groupe Lemoine, spécialisé dans les de soin et d'hygiène à base de coton, fabrique dans son implantation d’Athis des tiges en papier.

## Culture locale et patrimoine

### Lieux et monuments
- Église Saint-Vigor d'Athis-de-l'Orne.
- Église Saint-Pierre-et-Saint-Paul de Bréel.
- Basilique Notre-Dame-de-la-Recouvrance des Tourailles, consacrée en 1932.
- Chapelle du Sacré-Cœur à Athis-de-l'Orne, rénovée en 2025[60].
- Le Jardin intérieur à ciel ouvert de l'association vAertigo, labellisé Jardin remarquable en 2020[45].
- Le château de Ségrie-Fontaine, propruété privée restaurée de 2012 à 2024 et qui devrait devenir un lieu artistique et culturel[61].

## Pour approfondir